# サクッと!エクササイズ スタプラ
『サクッと！エクササイズ スタプラ』（サクッとエクササイズ スタプラ）は、フジテレビ （関東ローカル）にて2024年4月1日から9月30日まで毎週月曜21時54分から22時00分に放送されていたミニ番組である。サブタイトル込みの番組名は『サクッと！エクササイズ スタプラ -Start Plactice-』（サクッとエクササイズ スタプラ スタートプラクティス）となる。
本番組は日本郵政グループの一社提供番組であった。

## 概要
「スキマ時間にサクッと！エクササイズ！」をコンセプトに誰でも楽しく気軽にできるエクササイズを週替わりでSTAR PLANET（旧 STARDUST PLANET）のアイドル達が実践する内容の番組である。
当番組は無限会社スタプラの第1弾施策として開始された。芸能事務所スターダストプロモーションの女性アイドルセクションSTARDUST PLANET（現 STAR PLANET）（通称：スタプラ）としては地上波テレビにおける初の冠番組となる。
本放送終了直後に番組公式サイトにて提供読み部分のみがカットされた本編が無料アーカイブされている。
2024年9月30日をもって本番組が終了した。

## 出演者
- STARDUST PLANET→STAR PLANET（ももいろクローバーZ、私立恵比寿中学、TEAM SHACHI、ばってん少女隊、超ときめき♡宣伝部、AMEFURASSHI、いぎなり東北産、ukka、CROWN POP、浪江女子発組合、スタプラ研究生）
- ゲスト講師“サクッと！インストラクター”（佐藤弘道、なるねぇ、高稲達弥、加藤ひなた、オガトレ、足立光、のが、佐藤久美子）

## スタッフ
- 企画：柴田尚輝
- ナレーター：松村未央（フジテレビアナウンサー）(#1 , #4 - #27)、生野陽子（フジテレビアナウンサー）(#2 , #3)
- スタイリング：和田ケイコ
- キャスティング：福本遊子
- ディレクター：森山菜央子、熊﨑心(#4 - #27)
- プロデューサー：今野貴之
- 制作協力：共同テレビジョン
- 制作著作：フジテレビ

## 備考
- 芸能事務所スターダストプロモーションの女性アイドル部門について、番組開始時は「STARDUST PLANET」（スターダストプラネット）という名前であったが、2024年6月13日に「STAR PLANET」（スタープラネット）に変更された[注 7]。ただし両者とも通称は「スタプラ」で共通しているので番組名変更は行われなかった。
- スタプラ研究生と浪江女子発組合を兼任していた千浜もあな、青山菜花の両名は2024年6月8日をもってスタプラ研究生を卒業し、6月9日より浪江女子発組合専属メンバーとなった[5]。
- 2024年8月8日にCROWN POPが解散した[6]。CROWN POPメンバーの内、浪江女子発組合と兼任していた里菜、田中咲帆、雪月心愛は浪江女子発組合専属メンバーとなった。残りのメンバーの三田美吹はスターダストプロモーションに引き続き在籍となったが、藤田愛理は2024年8月31日をもって、スターダストプロモーションを退所し芸能活動を終了した。なお、本番組のオープニングでSTAR PLANETメンバー全員がタイトルコールをする場面は2024年9月30日の最終回までスターダストプロモーションを退所した藤田含めCROWN POPメンバーが削除されることなく使用された。